# هيلة القصير
هيلة القصير "أم الرباب" التي يطلق عليها تنظيم القاعدة وصف "سيدة القاعدة" والتي تم توقيفها في بريدة بعد ثبوت انخراطها في التنظيم والقيام بأعمال الدعم والمساندة وجمع الأموال لـ"القاعدة.
وتعد هيلة القصير من أبرز النساء اللآتي جندتهن «القاعدة» للتحرك في الوسط النسائي خصوصا في منطقة القصيم حيث مقر إقامتها واتصالاتها الوثيقة بالعديد من العناصر النسائية.
وكانت مهمة هذه المرأة جمع الأموال للتنظيم، والترويج لأفكاره، وكشفت مصادر أن آخر مبلغ حولته إلى الإرهابيين كان 650 ألف دولار.

## المؤهل الدراسي
تخرجت عام 1424هـ من كلية التربية قسم الجغرافيا في منطقة القصيم، وعملت بعدها كمشرفة مصلى في إحدى مدارس بريدة الأهلية.

## الحالة الاجتماعية
زوجها الأول (عبد الكريم الحميد) رجل كبير في السن من أهل الطائف كان موظفا بشركة أرامكو، وتحول إلى حياة التقشف، ومن ثم أعجبت بنظرية الزهد التي يعيشها، وقد تزوجت منه رغم معارضة كثير من أقربائها وإخوتها بعد أن عرف عنه أنه يقيم بحي الخبيبية في منزل من الطين. كما عرف عنه رفضه جميع مقومات الحياة الضرورية كالكهرباء والسيارة وكان يستخدم الوسائل القديمة في الطهي والإنارة وركوب الخيل وعدم التعامل بالعملة الورقية تجنباً لحمل الصور فيها. فيما قتل زوجها الثاني (محمد بن سليمان الوُكيل) في مواجهة مع قوات الأمن السعودية عام 1425هـ بمدينة الرياض. يذكر أن عبد الكريم الحميد نقل مع أفراد عائلته إلى محافظة الطائف حيث يراجع مستشفى النفسية.
- عبد الكريم الحميد «الزوج الأول»

«أبو محمد» عبد الكريم بن صالح بن عبد الكريم الحميد
وُلد في حيِّ «الجنوب» في مدينة بريدة عام 1362
من قبيلة بني خالد ومتزوِّج وله 3 أبناء و3 بنات
تزوجها وهي في عمر 30 سنة تقريبا عن طريق أحد طلابه
الزواج انتهى بالطلاق.
يعيش في بيت طيني بحي «الخبيبية» في بريدة.
لا يركب السيارات ولا يستعمل الكهرباء ولا حتى الغاز للطبخ ولا للإنارة
يستعمل السراج ويطبخ على الحطَب ولا يستعمل من العملات إلا الحديد
- محمد الوكيل «الزوج الثاني»

محمد سليمان إبراهيم الوكيل أحد العشرة الذين أعلنت وزارة الداخلية عن مقتلهم في عام 1425 -2004 .
التحق بالتنظيم الإجرامي، وكان يؤوي عددا منهم عن طريق التستر عليهم، وعند انكشاف أمره لجأ للاختفاء إلى أن لقي مصرعه على أيدي رجال الأمن في مداهمة منزل عقب الاعتداء على وزارة الداخلية ومقر قوات الطوارئ يوم 29/12/2004.
خصص له والده مصروفا شهريا قدره 2000 ريال.

## هيلة القصير ونشاط التمويل والتجنيد
على الرغم من انتماء هيلة القصير لمنطقة القصيم، فإن نشاطاتها في عملية التمويل والتجنيد لأعضاء تنظيم القاعدة بحسب التهم التي وجهت إليها لم تقتصر على حدود منطقتها وتحديدا بريدة، وإنما أيضا، وبحسب مصادر أمنية مطلعة، كان لها نشاط في عملية جمع الأموال من خلال الادعاء بالقيام بمشاريع خيرية كبناء مساجد وتقديم صدقات وزكاة المال، وامتد إلى مدينة الرياض التي كانت الأبرز في عملية الجمع المالي، بحسب أحد المصادر الأمنية، حيث كانت تتقصد الأسر ميسورة الحال ومن خلال الاتصالات الهاتفية بالحث على تقديم الصدقات والزكاة وتبرعها هي شخصيا بإيصالها لمستحقيها.
إلا أنه وبعد أن ربطها بن حميد بمدينة بريدة وبالخبيبية، إذا بها تنتقل إلى الرياض باقترانها بمحمد الوكيل الذي قتل 1425هـ (2004) في مدينة الرياض في مواجهات بحي التعاون بعد مشاركته في تفجير قرب مقر وزارة الداخلية ومقر قوات الطوارئ الخاصة، وكانت القصير وقتها حبلى في شهرها الخامس وأنجبت منه الطفلة «رباب»، وهو الذي لعب دورا بارزا في تقريبها من أعضاء التنظيم.
هيلة القصير كما عرفت في محيطها لم تكن لتغب عن منزل فقد أحد أبنائه، سواء أكان بالقتل أم بالأسر في أحد مواقع الاضطراب للدول المجاورة كالعراق واليمن أو خلال المواجهات الأمنية السعودية، فلم تكن لتتوانى عن دخول منازل من قتل أحد أبنائها بالزغاريد والتهاني محملة بالورود حينا وبالحلوى حينا آخر، مع إلقائها الأناشيد في تعبير عن درجة الشهادة التي فاز بها وبلوغه جنة الفردوس.
وعلى الرغم من نشاطها الذي أعلنت عنه الجهات الرسمية في عملية التمويل الذي بلغ تقديم مليوني ريال، بالإضافة إلى تجنيد ما يقرب من 60 فردا، يبقى النشاط الأبرز لـ«القصير»، والحديث هنا نقلا عن من التقت بهم «الشرق الأوسط» من شهود مقربين، هو مشروع تزويج فتيات بمعتقلين من أفراد التنظيم في السجن، وإن كان زواجا مؤقتا، الذي لم يسمح لها الوقت بالمضي فيه قدما، فاقتصر مشروعها على تزويج إحدى فتيات دور تحفيظ القران بأحد المعتقلين.

## جهاد النساء
يا كان زوج «القصير»؛ زاهدا أم «عنصرا» فاعلا في التنظيم، فلا ينفي ذلك نظريات تطرف وتشدد «القصير» قبيل الارتباط بأحدهما، فالمعتقدات لا ينقصها سوى العاطفة الأنثوية التي؛ إما أن تدمر أو تبني ما حولها. مشاركة النساء في تنظيم القاعدة لم تكن بالأمر الحديث ضمن أبجديات التنظيم، التي تحدث عنها مبكرا أبرز قياديي ومنظمي التنظيم يوسف العييري، الذي قتل في مواجهات أمنية عام 2004، في كتاب نشره عنوانه «دور النساء في الجهاد» باسم عبد الله الزيد. وعلى الرغم من مناهضة الرجل الثاني في التنظيم أيمن الظواهري للمشاركة النسوية في عمليات «القاعدة»، وخروج زوجة بفترة وجيزة لشحذ همم النساء على الجهاد والاقتداء بالصحابيات، فإنه يظهر للمتابع تخبط التنظيم في حل شأن الفتيا، وأنه، فقط مؤخرا ومن خلال اعتراف التنظيم بسيدة القاعدة «هيلة القصير»، انقشعت الضبابية حول مشاركتها، التي لطالما حافظ عليها التنظيم كسلاح في وقت الكساد، الذي منه يظهر تباينا كبيرا مع أدبيات الجماعات السلفية التي ترفض الدور الخارجي للمراة.

## القاء القبض على هيلة القصير
مقتطفات من بيان الداخلية الذي أشار إلى القبض على «هيلة» والمعلن بتاريخ 24/3/2010
• في أعقاب إحباط العملية الانتحارية الفاشلة التي حاول تنفيذها السعوديان رائد الحربي ويوسف الشهري اللذان تسللا في ثياب نسائية من حدود اليمن، فيما سمي بمواجهات نقطة تفتيش الحمراء «أكتوبر 2009» تم تفكيك خلايا إرهابية كانت تعد لهجمات على منشآت نفطية ومنشآت حيوية أخرى، ورجال أمن.
• إلقاء القبض على 113 شخصا يكونون ثلاث خلايا إرهابية، الأولى من 101 إرهابي والخليتان الثانيتان كل منهما تتكون من 6 أشخاص.
• من بين المقبوض عليهم انتحاريون، لتنفيذ هجمات في الداخل واستهداف منشآت وطنية والترصد لرجال أمن بقصد استهدافهم.
• من بين المقبوض عليهم امرأة سعودية ضمن عناصر الشبكة الإرهابية التي تضم 101 شخص، وأنها قيد التحفظ من قبل الجهات الأمنية لتحديد موقفها.
• تم كشف الخلايا بالتزامن مع ما شهدته حدود المملكة الجنوبية من أحداث خلال الفترة الماضية. وبحسب البيان بلغ عدد الذين قبض عليهم في هذا السياق 101 شخص، بينهم 47 سعوديا و51 يمنيا، إضافة إلى صومالي وبنجلاديشي وإريتري.
كما ضبطت خليتان مرتبطتان بتنظيم القاعدة في اليمن مكونتان من 12 شخصا «11 سعوديا ويمني».
• ضبط أسلحة وذخائر ومعدات تصوير وأجهزة حاسب وأعداد كبيرة من شرائح الاتصالات المسبقة الدفع ومبالغ نقدية ووثائق متنوعة.

## هيلة القصير تتراجع عن تأييد التنظيمات المتطرفة
"كشفت هيلة القصير، الموقوفة في سجن الحائر في تهم تتعلق بتأييد تنظيم القاعدة، عن تفاصيل ارتباطها بالتنظيم الإرهابي وتمزيقها لشهادتها الجامعية رغم تفوقها واعتناقها الفكر المتطرف، وما جر عليها ذلك من ويلات.
وفيما يخص الحكم بالسجن لمدة 15 عاما، قالت القصير الملقبة بـ«سيدة القاعدة» في حوار مع صحيفة «الرياض» السعودية إنها«شعرت بأن الحكم فيه تسامح كبير، فلو كنت في دولة أخرى لحكم عليّ بما لا يقل عن 30 عاما.. قبل لحظات من النطق بالحكم كنت أعيش في دوامة من الشتات والتوتر والألم، وبعد النطق بالحكم عليّ انهرت باكية، فهذا الطريق كلفني الكثير، كلفني عمري وشبابي وابنتي التي فقدت والدها ووالدتها، وأمي التي تعبت كثيرا بعد الحكم عليّ وانخراطي في هذا التنظيم».
وأبدت القصير ندمها على انضمامها لتنظيم القاعدة الذي جمعت له الملايين، مضيفة إلى إحساسها بأنها «ميتة دخلت القبر بعد أن ارتكبت المعاصي والذنوب ورأت خطيئاتها بالقبر ثم أحياها الله من جديد، فهذا هو إحساسي تماماً. الكثير من المعتقدات التي كانت لدي نتيجة تأثري بأزواجي وصدمتي لمقتل زوجي محمد الوكيل تلاشت».
وأشارت القصير إلى دور ابنتها في تراجعها عن الفكر المتطرف، مؤكدة في حديثها «ابنتي الرباب كان لها عظيم الأثر في نفسي وجعلتني أتراجع عن الكثير من الأمور، فأشعر كأني مولودة من جديد وأريد أن أعيش، وإن كتب الله لي الزواج فلن أتزوج بمواصفات الماضي من شدة ما أجده بنفسي وما عشته في السابق».